# ATP-seizoen 2002
Het ATP-seizoen in 2002 bestond uit de internationale tennistoernooien, die door de ATP en ITF werden georganiseerd in het kalenderjaar 2002.
Het speelschema omvatte:
- 62 ATP-toernooien, bestaande uit de categorieën:
  - Tennis Masters Series: 9
  - ATP International Series Gold: 10
  - ATP International Series: 40
  - Tennis Masters Cup: 2 (eindejaarstoernooi voor de 8 beste tennissers/dubbelteams)
  - World Team Cup: landenteamtoernooi, geen ATP-punten.
- 6 ITF-toernooien, bestaande uit de:
  - 4 grandslamtoernooien;
  - Davis Cup: landenteamtoernooi;
  - Hopman Cup: landenteamtoernooi voor gemengde tenniskoppels, geen ATP-punten.

In de onderstaande tabellen staat het overzicht van de ATP-toernooien, aangevuld met de grand slams en teamwedstrijden die niet door de ATP maar door de ITF worden georganiseerd.

## Legenda
| Grand Slams                   |
| Tennis Masters Cup            |
| ATP Masters Series            |
| ATP International Series Gold |
| ATP International Series      |
| Toernooien voor teams         |

### Codering
De codering voor het aantal deelnemers.
128S/128Q/64D/32X
- 128 deelnemers aan hoofdtoernooi (S)
- 128 aan het kwalificatietoernooi (Q)
- 64 koppels in het dubbelspel (D)
- 32 koppels in het gemengd dubbel (X).

Alle toernooien worden in principe buiten gespeeld, tenzij anders vermeld.
RR = groepswedstrijden, (i) = indoor

## Speelschema

### Januari
| Week van              | Toernooi                                                                                            | Winnaar(s)                                   | Finalist(en)                                      | Uitslag finale        |         |
| --------------------- | --------------------------------------------------------------------------------------------------- | -------------------------------------------- | ------------------------------------------------- | --------------------- | ------- |
| 31 december           | Hopman Cup Perth, Australië ITF gemengd teamcompetitie AU$ 1.000.000 - hardcourt (i) - 8 teams      | Spanje Tommy Robredo Arantxa Sánchez Vicario | Verenigde Staten Jan-Michael Gambill Monica Seles | 2-1                   | details |
| 31 december           | AAPT Championships Adelaide, Australië ATP International Series $ 357.000 - hardcourt - 32S/32Q/16D | Tim Henman                                   | Mark Philippoussis                                | 6-4, 6-7(6), 6-3      | details |
| 31 december           | AAPT Championships Adelaide, Australië ATP International Series $ 357.000 - hardcourt - 32S/32Q/16D | Wayne Black Kevin Ullyett                    | Bob Bryan Mike Bryan                              | 7-5, 6-2              | details |
| 31 december           | Tata Open Chennai, India ATP International Series $400.000 - hardcourt - 32S/32Q/16D                | Guillermo Cañas                              | Paradorn Srichaphan                               | 6-4, 7-6(2)           | details |
| 31 december           | Tata Open Chennai, India ATP International Series $400.000 - hardcourt - 32S/32Q/16D                | Mahesh Bhupathi Leander Paes                 | Tomáš Cibulec Ota Fukárek                         | 5-7, 6-2, 7-5         | details |
| 31 december           | Qatar ExxonMobil Open Doha, Qatar ATP International Series $ 1.000.000 - hardcourt - 32S/32Q/16D    | Younes El Aynaoui                            | Félix Mantilla                                    | 4-6, 6-2, 6-2         | details |
| 31 december           | Qatar ExxonMobil Open Doha, Qatar ATP International Series $ 1.000.000 - hardcourt - 32S/32Q/16D    | Donald Johnson Jared Palmer                  | Jiří Novák David Rikl                             | 6-3, 7-6(5)           | details |
| 7 januari             | Adidas International Sydney, Australië ATP International Series $ 381.000 - hardcourt - 32S/32Q/16D | Roger Federer                                | Juan Ignacio Chela                                | 6-3, 6-3              | details |
| 7 januari             | Adidas International Sydney, Australië ATP International Series $ 381.000 - hardcourt - 32S/32Q/16D | Donald Johnson Jared Palmer                  | Joshua Eagle Sandon Stolle                        | 6-4, 6-4              | details |
| 7 januari             | Heineken Open Auckland, Nieuw-Zeeland ATP International Series $ 357.500 - hardcourt - 32S/32Q/16D  | Greg Rusedski                                | Jérôme Golmard                                    | 6-7(0), 6-4, 7-5      | details |
| 7 januari             | Heineken Open Auckland, Nieuw-Zeeland ATP International Series $ 357.500 - hardcourt - 32S/32Q/16D  | Jonas Björkman Todd Woodbridge               | Martín García Cyril Suk                           | 7-6(5), 7-6(7)        | details |
| 14 januari 21 januari | Australian Open Melbourne, Australië Grand Slam $ 4.290.000 - hardcourt 128S/128Q/64D/32X           | Thomas Johansson                             | Marat Safin                                       | 3-6, 6-4, 6-4, 7-6(4) | details |
| 14 januari 21 januari | Australian Open Melbourne, Australië Grand Slam $ 4.290.000 - hardcourt 128S/128Q/64D/32X           | Mark Knowles Daniel Nestor                   | Michaël Llodra Fabrice Santoro                    | 7-6(4), 6-3           | details |
| 14 januari 21 januari | Australian Open Melbourne, Australië Grand Slam $ 4.290.000 - hardcourt 128S/128Q/64D/32X           | Kevin Ullyett Daniela Hantuchová             | Gastón Etlis Paola Suárez                         | 6-3, 6-2              | details |
| 28 januari            | Milan Indoor Milaan, Italië ATP International Series $ 381.000 - tapijt (i) - 32S/32Q/16D           | Davide Sanguinetti                           | Roger Federer                                     | 7-6(2), 4-6, 6-1      | details |
| 28 januari            | Milan Indoor Milaan, Italië ATP International Series $ 381.000 - tapijt (i) - 32S/32Q/16D           | Karsten Braasch Andrej Olchovski             | Julien Boutter Maks Mirni                         | 3-6, 7-6(5), [12-10]  | details |

### Februari
| Week van    | Toernooi | Winnaar(s)                     | Finalist(en)                        | Uitslag finale      |         |
| ----------- | --- | ------------------------------ | ----------------------------------- | ------------------- | ------- |
| 4 februari  | Davis Cup (1e ronde) |                                |                                     |                     | details |
| 11 februari | Open 13 Marseille, Frankrijk ATP International Series € 451.000 - hardcourt (i) - 32S/32Q/16D                                             | Thomas Enqvist                 | Nicolas Escudé                      | 6-7(4), 6-3, 6-1    | details |
| 11 februari | Open 13 Marseille, Frankrijk ATP International Series € 451.000 - hardcourt (i) - 32S/32Q/16D                                             | Arnaud Clément Nicolas Escudé  | Julien Boutter Maks Mirni           | 6-4, 6-3            | details |
| 11 februari | Movistar Open Viña del Mar, Chili ATP International Series $ 381.000 - gravel - 32S/32Q/16D                                               | Fernando González              | Nicolás Lapentti                    | 6-3, 6-7(5), 7-6(4) | details |
| 11 februari | Movistar Open Viña del Mar, Chili ATP International Series $ 381.000 - gravel - 32S/32Q/16D                                               | Gastón Etlis Martín Rodríguez  | Lucas Arnold Ker Luis Lobo          | 6-3, 6-4            | details |
| 11 februari | Copenhagen Open Kopenhagen, Denemarken ATP International Series $ 381.500 - hardcourt (i) - 32S/32Q/16D                                   | Lars Burgsmüller               | Olivier Rochus                      | 6-3, 6-3            | details |
| 11 februari | Copenhagen Open Kopenhagen, Denemarken ATP International Series $ 381.500 - hardcourt (i) - 32S/32Q/16D                                   | Julian Knowle Michael Kohlmann | Jiří Novák Radek Štěpánek           | 7-6(8), 7-5         | details |
| 18 februari | Copa AT&T Buenos Aires, Argentinië ATP International Series $ 425.000 - gravel - 32S/32Q/16D                                              | Nicolás Massú                  | Agustín Calleri                     | 2-6, 7-6(5), 6-2    | details |
| 18 februari | Copa AT&T Buenos Aires, Argentinië ATP International Series $ 425.000 - gravel - 32S/32Q/16D                                              | Gastón Etlis Martín Rodríguez  | Simon Aspelin Andrew Kratzmann      | 3-6, 6-3, [10-4]    | details |
| 18 februari | ABN AMRO World Tennis Tournament Rotterdam, Nederland ATP International Series Gold $ 713.000 - hardcourt (i) - 32S/32Q/16D               | Nicolas Escudé                 | Tim Henman                          | 3-6, 7-6(7), 6-4    | details |
| 18 februari | ABN AMRO World Tennis Tournament Rotterdam, Nederland ATP International Series Gold $ 713.000 - hardcourt (i) - 32S/32Q/16D               | Roger Federer Maks Mirni       | Mark Knowles Daniel Nestor          | 4-6, 6-3, [10-4]    | details |
| 18 februari | Kroger St. Jude Memphis, Verenigde Staten ATP International Series Gold $ 725.000 - hardcourt (i) - 32S/32Q/16D                           | Andy Roddick                   | James Blake                         | 6-4, 3-6, 7-5       | details |
| 18 februari | Kroger St. Jude Memphis, Verenigde Staten ATP International Series Gold $ 725.000 - hardcourt (i) - 32S/32Q/16D                           | Brian MacPhie Nenad Zimonjić   | Bob Bryan Mike Bryan                | 6-3, 3-6, [10-4]    | details |
| 25 februari | Siebel Open San José, Verenigde Staten ATP International Series $ 400.000 - hardcourt (i) - 32S/32Q/16D                                   | Lleyton Hewitt                 | Andre Agassi                        | 4-6, 7-6(6, 7-6(4)) | details |
| 25 februari | Siebel Open San José, Verenigde Staten ATP International Series $ 400.000 - hardcourt (i) - 32S/32Q/16D                                   | Wayne Black Kevin Ullyett      | John-Laffnie de Jager Robbie Koenig | 6-3, 4-6, [10-5]    | details |
| 25 februari | Barclays Dubai Tennis Championships Dubai, Verenigde Arabische Emiraten ATP International Series Gold $ 925.000 - hardcourt - 32S/32Q/16D | Fabrice Santoro                | Younes El Aynaoui                   | 6-4, 3-6, 6-3       | details |
| 25 februari | Barclays Dubai Tennis Championships Dubai, Verenigde Arabische Emiraten ATP International Series Gold $ 925.000 - hardcourt - 32S/32Q/16D | Mark Knowles Daniel Nestor     | Joshua Eagle Sandon Stolle          | 3-6, 6-3, [13-11]   | details |
| 25 februari | Abierto Mexicano Telcel Acapulco, Mexico ATP International Series Gold $ 725.000 - gravel - 32S/32Q/16D                                   | Carlos Moyá                    | Fernando Meligeni                   | 7-6(4), 7-6(4)      | details |
| 25 februari | Abierto Mexicano Telcel Acapulco, Mexico ATP International Series Gold $ 725.000 - gravel - 32S/32Q/16D                                   | Bob Bryan Mike Bryan           | Martin Damm David Rikl              | 6-1, 3-6, [10-2]    | details |

### Maart
| Week van | Toernooi | Winnaar(s)                 | Finalist(en)                | Uitslag finale      |         |
| -------- | --- | -------------------------- | --------------------------- | ------------------- | ------- |
| 4 maart  | Delray Beach Int'l Tennis Championships Delray Beach, Verenigde Staten ATP International Series $ 400.000 - hardcourt - 32S/32Q/16D | Davide Sanguinetti         | Andy Roddick                | 6-4, 4-6, 6-4       | details |
| 4 maart  | Delray Beach Int'l Tennis Championships Delray Beach, Verenigde Staten ATP International Series $ 400.000 - hardcourt - 32S/32Q/16D | Martin Damm Cyril Suk      | David Adams Ben Ellwood     | 6-4, 6-7(5), [10-5] | details |
| 4 maart  | Franklin Templeton Tennis Classic Scottsdale, Verenigde Staten ATP International Series $ 400.000 - hardcourt - 32S/32Q/16D         | Andre Agassi               | Juan Balcells               | 6-2, 7-6(2)         | details |
| 4 maart  | Franklin Templeton Tennis Classic Scottsdale, Verenigde Staten ATP International Series $ 400.000 - hardcourt - 32S/32Q/16D         | Bob Bryan Mike Bryan       | Mark Knowles Daniel Nestor  | 7-5, 7-6(6)         | details |
| 11 maart | Pacific Life Open Indian Wells, Verenigde Staten ATP Masters Series $ 2.950.000 - hardcourt - 96S/48Q/32D                           | Lleyton Hewitt             | Tim Henman                  | 6-1, 6-2            | details |
| 11 maart | Pacific Life Open Indian Wells, Verenigde Staten ATP Masters Series $ 2.950.000 - hardcourt - 96S/48Q/32D                           | Mark Knowles Daniel Nestor | Roger Federer Maks Mirni    | 6-4, 6-4            | details |
| 18 maart | NASDAQ-100 Open Miami, Verenigde Staten ATP Masters Series $ 3.575.000 - hardcourt - 96S/48Q/32D                                    | Andre Agassi               | Roger Federer               | 6-3, 6-3, 3-6, 6-4  | details |
| 18 maart | NASDAQ-100 Open Miami, Verenigde Staten ATP Masters Series $ 3.575.000 - hardcourt - 96S/48Q/32D                                    | Mark Knowles Daniel Nestor | Donald Johnson Jared Palmer | 6-3, 3-6, 6-1       | details |

### April
| Week van | Toernooi | Winnaar(s)                       | Finalist(en)                       | Uitslag finale      |         |
| -------- | --- | -------------------------------- | ---------------------------------- | ------------------- | ------- |
| 1 april  | Davis Cup (kwartfinale)                                                                                                 |                                  |                                    |                     | details |
| 8 april  | Grand Prix Hassan II Casablanca, Marokko ATP International Series $ 356.000 - gravel - 322S/32Q/16D                     | Younes El Aynaoui                | Guillermo Cañas                    | 3-6, 6-3, 6-2       | details |
| 8 april  | Grand Prix Hassan II Casablanca, Marokko ATP International Series $ 356.000 - gravel - 322S/32Q/16D                     | Stephen Huss Myles Wakefield     | Martín García Luis Lobo            | 6-4, 6-2            | details |
| 8 april  | Estoril Open Estoril, Portugal ATP International Series € 398.250 - gravel - 32S/32Q/16D                                | David Nalbandian                 | Jarkko Nieminen                    | 6-4, 7-6(5)         | details |
| 8 april  | Estoril Open Estoril, Portugal ATP International Series € 398.250 - gravel - 32S/32Q/16D                                | Karsten Braasch Andrej Olchovski | Simon Aspelin Mark Kratzmann       | 6-3, 6-3            | details |
| 15 april | Monte-Carlo Rolex Masters Monte Carlo, Monaco ATP Masters Series $ 2.950.000 - gravel - 56S/28Q/24D                     | Juan Carlos Ferrero              | Carlos Moyá                        | 7-5, 6-3, 6-4       | details |
| 15 april | Monte-Carlo Rolex Masters Monte Carlo, Monaco ATP Masters Series $ 2.950.000 - gravel - 56S/28Q/24D                     | Jonas Björkman Todd Woodbridge   | Paul Haarhuis Jevgeni Kafelnikov   | 6-3, 3-6, [10-7]    | details |
| 22 april | U.S. Men's Clay Court Championships Houston, Verenigde Staten ATP International Series $ 400.000 - gravel - 32S/32Q/16D | Andy Roddick                     | Pete Sampras                       | 7-6(9), 6-3         | details |
| 22 april | U.S. Men's Clay Court Championships Houston, Verenigde Staten ATP International Series $ 400.000 - gravel - 32S/32Q/16D | Mardy Fish Andy Roddick          | Jan-Michael Gambill Graydon Oliver | 6-4, 6-4            | details |
| 22 april | Trofeo Conde de Godo Barcelona, Spanje ATP International Series Gold $ 955.000 - gravel - 56S/28Q/24D                   | Gastón Gaudio                    | Albert Costa                       | 6-4, 6-0, 6-2       | details |
| 22 april | Trofeo Conde de Godo Barcelona, Spanje ATP International Series Gold $ 955.000 - gravel - 56S/28Q/24D                   | Michael Hill Daniel Vacek        | Lucas Arnold Ker Gastón Etlis      | 6-4, 6-4            | details |
| 29 april | BMW Open München, Duitsland ATP International Series $ 356.000 - gravel - 32S/32Q/16D                                   | Younes El Aynaoui                | Rainer Schüttler                   | 6-4, 6-4            | details |
| 29 april | BMW Open München, Duitsland ATP International Series $ 356.000 - gravel - 32S/32Q/16D                                   | Petr Luxa Radek Štěpánek         | Petr Pála Pavel Vízner             | 6-0, 6-7(4), [11-9] | details |
| 29 april | Mallorca Open Mallorca, Spanje ATP International Series $ 381.000 - gravel - 32S/32Q/16D                                | Gastón Gaudio                    | Jarkko Nieminen                    | 6–2, 6–3            | details |
| 29 april | Mallorca Open Mallorca, Spanje ATP International Series $ 381.000 - gravel - 32S/32Q/16D                                | Mahesh Bhupathi Leander Paes     | Julian Knowle Michael Kohlmann     | 6-2, 6-4            | details |

### Mei
| Week van      | Toernooi | Winnaar(s)                          | Finalist(en)                   | Uitslag finale     |         |
| ------------- | --- | ----------------------------------- | ------------------------------ | ------------------ | ------- |
| 6 mei         | Internazionali BNL d'Italia Rome, Italië ATP World Tour Masters 1000 €2.750.000 - gravel - 56S/28Q/24D                   | Andre Agassi                        | Tommy Haas                     | 6-3, 6-3, 6-0      | details |
| 6 mei         | Internazionali BNL d'Italia Rome, Italië ATP World Tour Masters 1000 €2.750.000 - gravel - 56S/28Q/24D                   | Martin Damm Cyril Suk               | Wayne Black Kevin Ullyett      | 7-5, 7-5           | details |
| 13 mei        | International German Open Hamburg, Duitsland ATP Masters Series $ 2.578.000 - gravel - 48S/24Q/16D                       | Roger Federer                       | Marat Safin                    | 6-1, 6-3, 6-4      | details |
| 13 mei        | International German Open Hamburg, Duitsland ATP Masters Series $ 2.578.000 - gravel - 48S/24Q/16D                       | Mahesh Bhupathi Jan-Michael Gambill | Jonas Björkman Todd Woodbridge | 6-2, 6-4           | details |
| 20 mei        | ARAG World Team Cup Düsseldorf, Duitsland ATP World Team Championship $ 2.100.000 - gravel - 8 teams (RR)                | Argentinië                          | Rusland                        | 3-0                | details |
| 20 mei        | Internationaler Raiffeisen Grand Prix Sankt Pölten, Oostenrijk ATP International Series $ 381.000 - gravel - 32S/32Q/16D | Nicolás Lapentti                    | Fernando Vicente               | 7-5, 6-4           | details |
| 20 mei        | Internationaler Raiffeisen Grand Prix Sankt Pölten, Oostenrijk ATP International Series $ 381.000 - gravel - 32S/32Q/16D | Petr Pála David Rikl                | Mike Bryan Michael Hill        | 7-5, 6-4           | details |
| 27 mei 3 juni | Roland Garros Parijs, Frankrijk Grand Slam $ 5.268.535 - gravel 128S/128Q/64D/32X                                        | Albert Costa                        | Juan Carlos Ferrero            | 6-1, 6-0, 4-6, 6-3 | details |
| 27 mei 3 juni | Roland Garros Parijs, Frankrijk Grand Slam $ 5.268.535 - gravel 128S/128Q/64D/32X                                        | Paul Haarhuis Jevgeni Kafelnikov    | Mark Knowles Daniel Nestor     | 7-5, 6-4           | details |
| 27 mei 3 juni | Roland Garros Parijs, Frankrijk Grand Slam $ 5.268.535 - gravel 128S/128Q/64D/32X                                        | Wayne Black Cara Black              | Mark Knowles Jelena Bovina     | 6-3, 6-3           | details |

### Juni
| Week van       | Toernooi | Winnaar(s)                         | Finalist(en)                     | Uitslag finale        |         |
| -------------- | --- | ---------------------------------- | -------------------------------- | --------------------- | ------- |
| 10 juni        | Stella Artois Championships Londen, Verenigd Koninkrijk ATP International Series $ 761.000 - gras - 56S/32Q/24D | Lleyton Hewitt                     | Tim Henman                       | 4-6, 6-1, 6-4         | details |
| 10 juni        | Stella Artois Championships Londen, Verenigd Koninkrijk ATP International Series $ 761.000 - gras - 56S/32Q/24D | Wayne Black Kevin Ullyett          | Mahesh Bhupathi Maks Mirni       | 7-5, 6-3              | details |
| 10 juni        | Gerry Weber Open Halle, Duitsland ATP International Series $ 951.000 - gras - 32S/32Q/16D                       | Jevgeni Kafelnikov                 | Nicolas Kiefer                   | 2-6, 6-4, 6-4         | details |
| 10 juni        | Gerry Weber Open Halle, Duitsland ATP International Series $ 951.000 - gras - 32S/32Q/16D                       | David Prinosil David Rikl          | Jonas Björkman Todd Woodbridge   | 4-6, 7-6(5), 7-5      | details |
| 17 juni        | Ordina Open Rosmalen, Nederland ATP International Series $ 381.000 - gras - 32S/32Q/16D                         | Sjeng Schalken                     | Arnaud Clément                   | 3-6, 6-3, 6-2         | details |
| 17 juni        | Ordina Open Rosmalen, Nederland ATP International Series $ 381.000 - gras - 32S/32Q/16D                         | Martin Damm Cyril Suk              | Paul Haarhuis Brian MacPhie      | 7-6(6), 6-7(6), 6-4   | details |
| 17 juni        | Samsung Open Nottingham, Verenigd Koninkrijk ATP International Series $ 381.000 - gras - 32S/23Q/16D            | Jonas Björkman                     | Wayne Arthurs                    | 6-2, 6-7(6), 6-2      | details |
| 17 juni        | Samsung Open Nottingham, Verenigd Koninkrijk ATP International Series $ 381.000 - gras - 32S/23Q/16D            | Mike Bryan Mark Knowles            | Donald Johnson Jared Palmer      | 0-6, 7-6(3), 6-4      | details |
| 24 juni 1 juli | Wimbledon Londen, Verenigd Koninkrijk Grand Slam $ 6.061.154 - gras 128S/128Q/64D/16Q/48X                       | Lleyton Hewitt                     | David Nalbandian                 | 6-1, 6-3, 6-2         | details |
| 24 juni 1 juli | Wimbledon Londen, Verenigd Koninkrijk Grand Slam $ 6.061.154 - gras 128S/128Q/64D/16Q/48X                       | Jonas Björkman Todd Woodbridge     | Mark Knowles Daniel Nestor       | 6-1, 6-2, 6-7(7), 7-5 | details |
| 24 juni 1 juli | Wimbledon Londen, Verenigd Koninkrijk Grand Slam $ 6.061.154 - gras 128S/128Q/64D/16Q/48X                       | Mahesh Bhupathi Jelena Lichovtseva | Kevin Ullyett Daniela Hantuchová | 6-2, 1-6, 6-1         | details |

### Juli
| Week van | Toernooi | Winnaar(s)                        | Finalist(en)                      | Uitslag finale          |         |
| -------- | --- | --------------------------------- | --------------------------------- | ----------------------- | ------- |
| 8 juli   | Miller Lite Hall of Fame Tennis Championships Newport, Verenigde Staten ATP International Series $ 375.000 - gras - 32S/32Q/16D | Taylor Dent                       | James Blake                       | 6-1, 4-6, 6-4           | details |
| 8 juli   | Miller Lite Hall of Fame Tennis Championships Newport, Verenigde Staten ATP International Series $ 375.000 - gras - 32S/32Q/16D | Bob Bryan Mike Bryan              | Jürgen Melzer Alexander Popp      | 7-5, 6-3                | details |
| 8 juli   | Telenordia Swedish Open Båstad, Zweden ATP International Series $ 381.000 - gravel - 32S/32Q/16D                                | Carlos Moyá                       | Younes El Aynaoui                 | 6-3, 2-6, 7-5           | details |
| 8 juli   | Telenordia Swedish Open Båstad, Zweden ATP International Series $ 381.000 - gravel - 32S/32Q/16D                                | Jonas Björkman Todd Woodbridge    | Paul Hanley Michael Hill          | 7-6(6), 6-4             | details |
| 8 juli   | Allianz Suisse Open Gstaad Gstaad, Zwitserland ATP International Series $ 600.000 - gravel - 32S/22Q/16D                        | Àlex Corretja                     | Gastón Gaudio                     | 6-3, 7-6(3), 7-6(3)     | details |
| 8 juli   | Allianz Suisse Open Gstaad Gstaad, Zwitserland ATP International Series $ 600.000 - gravel - 32S/22Q/16D                        | Joshua Eagle David Rikl           | Massimo Bertolini Cristian Brandi | 7-6(5), 6-4             | details |
| 15 juli  | Energis Open Amersfoort, Nederland ATP International Series $ 381.000 - gravel - 32S/32Q/16D                                    | Juan Ignacio Chela                | Albert Costa                      | 6-1, 7-6(4)             | details |
| 15 juli  | Energis Open Amersfoort, Nederland ATP International Series $ 381.000 - gravel - 32S/32Q/16D                                    | Jeff Coetzee Chris Haggard        | André Sá Alexandre Simoni         | 7-6(1), 6-3             | details |
| 15 juli  | Mercedes Cup Stuttgart, Duitsland ATP International Series $ 500.000 - gravel - 28S/32Q/16D                                     | Michail Joezjny                   | Guillermo Cañas                   | 6-3, 3-6, 3-6, 6-4, 6-4 | details |
| 15 juli  | Mercedes Cup Stuttgart, Duitsland ATP International Series $ 500.000 - gravel - 28S/32Q/16D                                     | Joshua Eagle David Rikl           | David Adams Gastón Etlis          | 6-3, 6-4                | details |
| 15 juli  | ATP Studena Croatia Open Umag Umag, Kroatië ATP International Series $ 381.000 - gravel - 32S/32Q/16D                           | Carlos Moyá                       | David Ferrer                      | 6-2, 6-3                | details |
| 15 juli  | ATP Studena Croatia Open Umag Umag, Kroatië ATP International Series $ 381.000 - gravel - 32S/32Q/16D                           | František Čermák Julian Knowle    | Albert Portas Fernando Vicente    | 6-4, 6-4                | details |
| 22 juli  | Generali Open Kitzbühel, Oostenrijk ATP International Series Gold $ 880.000 - gravel - 32S/24Q/16D                              | Àlex Corretja                     | Juan Carlos Ferrero               | 6-4, 6-1, 6-3           | details |
| 22 juli  | Generali Open Kitzbühel, Oostenrijk ATP International Series Gold $ 880.000 - gravel - 32S/24Q/16D                              | Robbie Koenig Thomas Shimada      | Lucas Arnold Ker Àlex Corretja    | 7-6(3), 6-4             | details |
| 22 juli  | Mercedes-Benz Cup Los Angeles, Verenigde Staten ATP International Series $ 400.000 - hardcourt - 32S/32Q/16D                    | Andre Agassi                      | Jan-Michael Gambill               | 6-2, 6-4                | details |
| 22 juli  | Mercedes-Benz Cup Los Angeles, Verenigde Staten ATP International Series $ 400.000 - hardcourt - 32S/32Q/16D                    | Sébastien Grosjean Nicolas Kiefer | Justin Gimelstob Michaël Llodra   | 6-4, 6-4                | details |
| 22 juli  | Idea Prokom Open Sopot, Polen ATP International Series $ 375.000 - gravel - 32S/32Q/16D                                         | José Acasuso                      | Franco Squillari                  | 2-6, 6-1, 6-3           | details |
| 22 juli  | Idea Prokom Open Sopot, Polen ATP International Series $ 375.000 - gravel - 32S/32Q/16D                                         | František Čermák Leoš Friedl      | Jeff Coetzee Nathan Healey        | 7-5, 7-5                | details |
| 29 juli  | Canada Masters Toronto, Canada ATP Masters Series $ 2.950.000 - hardcourt - 56S/28Q/24D                                         | Guillermo Cañas                   | Andy Roddick                      | 6-4, 7-5                | details |
| 29 juli  | Canada Masters Toronto, Canada ATP Masters Series $ 2.950.000 - hardcourt - 56S/28Q/24D                                         | Bob Bryan Mike Bryan              | Mark Knowles Daniel Nestor        | 4-6, 7-6(1), 6-3        | details |

### Augustus
| Week van                | Toernooi | Winnaar(s)                 | Finalist(en)                 | Uitslag finale      |         |
| ----------------------- | --- | -------------------------- | ---------------------------- | ------------------- | ------- |
| 5 augustus              | W&S Financial Group Masters Cincinnati, Verenigde Staten ATP Masters Series $ 2.950.000 - hardcourt - 56S/28Q/24D        | Carlos Moyá                | Lleyton Hewitt               | 7-5, 7-6(5)         | details |
| 5 augustus              | W&S Financial Group Masters Cincinnati, Verenigde Staten ATP Masters Series $ 2.950.000 - hardcourt - 56S/28Q/24D        | James Blake Todd Martin    | Mahesh Bhupathi Maks Mirni   | 7-5, 6-3            | details |
| 12 augustus             | Legg Mason Tennis Classic Washington, Verenigde Staten ATP International Series Gold $ 700.000 - hardcourt - 48S/24Q/32D | James Blake                | Paradorn Srichaphan          | 1-6, 7-6(5), 6-4    | details |
| 12 augustus             | Legg Mason Tennis Classic Washington, Verenigde Staten ATP International Series Gold $ 700.000 - hardcourt - 48S/24Q/32D | Wayne Black Kevin Ullyett  | Bob Bryan Mike Bryan         | 3-6, 6-3, 7-5       | details |
| 12 augustus             | RCA Championships Indianapolis, Verenigde Staten ATP International Series Gold $ 800.000 - hardcourt - 48S/24Q/16D       | Greg Rusedski              | Félix Mantilla               | 6-7(6), 6-4, 6-4    | details |
| 12 augustus             | RCA Championships Indianapolis, Verenigde Staten ATP International Series Gold $ 800.000 - hardcourt - 48S/24Q/16D       | Mark Knowles Daniel Nestor | Mahesh Bhupathi Maks Mirni   | 7-6(4), 6-7(5), 6-4 | details |
| 19 augustus             | TD Waterhouse Cup Long Island, Verenigde Staten ATP International Series $ 480.000 - hardcourt - 48S/24Q/16D             | Paradorn Srichaphan        | Juan Ignacio Chela           | 5-7, 6-2, 6-2       | details |
| 19 augustus             | TD Waterhouse Cup Long Island, Verenigde Staten ATP International Series $ 480.000 - hardcourt - 48S/24Q/16D             | Mahesh Bhupathi Mike Bryan | Petr Pála Pavel Vízner       | 6-3, 6-4            | details |
| 26 augustus 2 september | US Open New York, Verenigde Staten Grand Slam $ 7.129.000 - hardcourt 128S/128Q/64D/32X                                  | Pete Sampras               | Andre Agassi                 | 6-3, 6-4, 5-7, 6-4  | details |
| 26 augustus 2 september | US Open New York, Verenigde Staten Grand Slam $ 7.129.000 - hardcourt 128S/128Q/64D/32X                                  | Mahesh Bhupathi Maks Mirni | Jiří Novák Radek Štěpánek    | 6-3, 3-6, 6-4       | details |
| 26 augustus 2 september | US Open New York, Verenigde Staten Grand Slam $ 7.129.000 - hardcourt 128S/128Q/64D/32X                                  | Mike Bryan Lisa Raymond    | Bob Bryan Katarina Srebotnik | 7-6(9), 7-6(1)      | details |

### September
| Week van     | Toernooi | Winnaar(s)                         | Finalist(en)                            | Uitslag finale      |         |
| ------------ | --- | ---------------------------------- | --------------------------------------- | ------------------- | ------- |
| 9 september  | Gelsor Open Romania Boekarest, Roemenië ATP International Series € 368.450 - gravel - 32S/32Q/16D              | David Ferrer                       | José Acasuso                            | 6-3, 6-2            | details |
| 9 september  | Gelsor Open Romania Boekarest, Roemenië ATP International Series € 368.450 - gravel - 32S/32Q/16D              | Jens Knippschild Peter Nyborg      | Emilio Benfele Álvarez Andrés Schneiter | 6-3, 6-3            | details |
| 9 september  | President's Cup Tasjkent, Oezbekistan ATP International Series $ 550.000 - hardcourt - 32S/32Q/16D             | Jevgeni Kafelnikov                 | Vladimir Voltsjkov                      | 7-6(6), 7-5         | details |
| 9 september  | President's Cup Tasjkent, Oezbekistan ATP International Series $ 550.000 - hardcourt - 32S/32Q/16D             | David Adams Robbie Koenig          | Raemon Sluiter Martin Verkerk           | 6-2, 7-5            | details |
| 9 september  | Brasil Open Costa do Sauípe, Brazilië International Series $ 546.000 - Hartcourt - 32S/29Q/16D                 | Gustavo Kuerten                    | Guillermo Coria                         | 6-7(4), 7-5, 7-6(2) | details |
| 9 september  | Brasil Open Costa do Sauípe, Brazilië International Series $ 546.000 - Hartcourt - 32S/29Q/16D                 | Scott Humphries Mark Merklein      | Gustavo Kuerten André Sá                | 6-3, 7-6(1)         | details |
| 16 september | Davis Cup (halve finale)                                                                                       |                                    |                                         |                     | details |
| 23 september | Salem Open Hongkong, Hongkong ATP International Series $ 400.000 - hardcourt - 32S/32Q/16D                     | Juan Carlos Ferrero                | Carlos Moyá                             | 6-3, 1-6, 7-6(4)    | details |
| 23 september | Salem Open Hongkong, Hongkong ATP International Series $ 400.000 - hardcourt - 32S/32Q/16D                     | Jan-Michael Gambill Graydon Oliver | Wayne Arthurs Andrew Kratzmann          | 6-7(2), 6-4, 7-6(4) | details |
| 23 september | Campionati Internazionali di Sicilia Palermo, Italië ATP International Series $ 381.000 - gravel - 32S/32Q/16D | Fernando González                  | José Acasuso                            | 5-7, 6-3, 6-1       | details |
| 23 september | Campionati Internazionali di Sicilia Palermo, Italië ATP International Series $ 381.000 - gravel - 32S/32Q/16D | Lucas Arnold Ker Luis Lobo         | František Čermák Leoš Friedl            | 6-4, 4-6, 6-2       | details |
| 30 september | AIG Japan Open Tennis Champs Tokio, Japan ATP International Series Gold $ 800.000 - hardcourt - 32S/16Q/16D    | Kenneth Carlsen                    | Magnus Norman                           | 7-6(6), 6-3         | details |
| 30 september | AIG Japan Open Tennis Champs Tokio, Japan ATP International Series Gold $ 800.000 - hardcourt - 32S/16Q/16D    | Jeff Coetzee Chris Haggard         | Jan-Michael Gambill Graydon Oliver      | 7-6(4), 6-4         | details |
| 30 september | Kremlin Cup Moskou, Rusland ATP International Series $ 1.000.000 - tapijt (i) - 32S/32Q/16D                    | Paul-Henri Mathieu                 | Sjeng Schalken                          | 4-6, 6-2, 6-0       | details |
| 30 september | Kremlin Cup Moskou, Rusland ATP International Series $ 1.000.000 - tapijt (i) - 32S/32Q/16D                    | Roger Federer Maks Mirni           | Joshua Eagle Sandon Stolle              | 6-4, 7-6(0)         | details |

### Oktober
| Week van   | Toernooi | Winnaar(s)                     | Finalist(en)                   | Uitslag finale        |         |
| ---------- | --- | ------------------------------ | ------------------------------ | --------------------- | ------- |
| 7 oktober  | Grand Prix de Tennis de Lyon Lyon, Frankrijk ATP International Series $ 761.000 - tapijt (i)- 32S/32Q/16D        | Paul-Henri Mathieu             | Gustavo Kuerten                | 4-6, 6-3, 6-1         | details |
| 7 oktober  | Grand Prix de Tennis de Lyon Lyon, Frankrijk ATP International Series $ 761.000 - tapijt (i)- 32S/32Q/16D        | Wayne Black Kevin Ullyett      | Mark Knowles Daniel Nestor     | 6-4, 3-6, 7-6(3)      | details |
| 7 oktober  | CA Tennis Trophy Wenen, Oostenrijk ATP International Series Gold $ 765.000 - hardcourt (i) - 32S/32Q/16D         | Roger Federer                  | Jiří Novák                     | 6-4, 6-1, 3-6, 6-4    | details |
| 7 oktober  | CA Tennis Trophy Wenen, Oostenrijk ATP International Series Gold $ 765.000 - hardcourt (i) - 32S/32Q/16D         | Joshua Eagle Sandon Stolle     | Jiří Novák Radek Štěpánek      | 6-4, 6-3              | details |
| 14 oktober | Mutua Madrileña Madrid Masters Madrid, Spanje ATP World Masters Series $ 2.328.000 - hardcourt (i) - 48S/28Q/24D | Andre Agassi                   | Jiří Novák                     | Walk-over             | details |
| 14 oktober | Mutua Madrileña Madrid Masters Madrid, Spanje ATP World Masters Series $ 2.328.000 - hardcourt (i) - 48S/28Q/24D | Mark Knowles Daniel Nestor     | Mahesh Bhupathi Maks Mirni     | 6-3, 7-5, 6-0         | details |
| 21 oktober | Davidoff Swiss Indoors Bazel, Zwitserland ATP International Series $ 975.000 - tapijt (i) - 32S/32Q/16D          | David Nalbandian               | Fernando González              | 6-4, 6-3, 6-2         | details |
| 21 oktober | Davidoff Swiss Indoors Bazel, Zwitserland ATP International Series $ 975.000 - tapijt (i) - 32S/32Q/16D          | Bob Bryan Mike Bryan           | Mark Knowles Daniel Nestor     | 7-6(1), 7-5           | details |
| 21 oktober | St. Petersburg Open Sint-Petersburg, Rusland ATP International Series $ 1.000.000 - hardcourt (i) - 32S/32Q/16D  | Sébastien Grosjean             | Michail Joezjny                | 7-5, 6-4              | details |
| 21 oktober | St. Petersburg Open Sint-Petersburg, Rusland ATP International Series $ 1.000.000 - hardcourt (i) - 32S/32Q/16D  | David Adams Jared Palmer       | Irakli Labadze Marat Safin     | 7-6(8), 6-3           | details |
| 21 oktober | If Stockholm Open Stockholm, Zweden ATP International Series $ 650.000 - hardcourt (i) - 32S/32Q/16D             | Paradorn Srichaphan            | Marcelo Ríos                   | 6-7(2), 6-0, 6-3, 6-2 | details |
| 21 oktober | If Stockholm Open Stockholm, Zweden ATP International Series $ 650.000 - hardcourt (i) - 32S/32Q/16D             | Wayne Black Kevin Ullyett      | Wayne Arthurs Paul Hanley      | 6-4, 2-6, 7-6(4)      | details |
| 28 oktober | BNP Paribas Masters Parijs, Frankrijk ATP Masters Series $ 2,282,000 - tapijt (i) - 48S/24Q/24D                  | Marat Safin                    | Lleyton Hewitt                 | 7-6(4), 6-0, 6-4      | details |
| 28 oktober | BNP Paribas Masters Parijs, Frankrijk ATP Masters Series $ 2,282,000 - tapijt (i) - 48S/24Q/24D                  | Nicolas Escudé Fabrice Santoro | Gustavo Kuerten Cédric Pioline | 6-3, 7-6(6)           | details |

### November
| Week van    | Toernooi                                                                                      | Winnaar(s)     | Finalist(en)        | Uitslag finale          |               |
| ----------- | --------------------------------------------------------------------------------------------- | -------------- | ------------------- | ----------------------- | ------------- |
| 4 november  | Geen toernooi                                                                                 | Geen toernooi  | Geen toernooi       | Geen toernooi           | Geen toernooi |
| 11 november | Tennis Masters Cup Shanghai, China Tennis Masters Cup $3.700.000 - hardcourt (i) - 8S/8D (RR) | Lleyton Hewitt | Juan Carlos Ferrero | 7-5, 7-5, 2-6, 2-6, 6-4 | details       |
| 18 november | Geen toernooi                                                                                 | Geen toernooi  | Geen toernooi       | Geen toernooi           | Geen toernooi |
| 25 november | Geen toernooi                                                                                 | Geen toernooi  | Geen toernooi       | Geen toernooi           | Geen toernooi |
| 29 november | Davis Cup (finale)                                                                            | Rusland        | Frankrijk           | 3-2                     | details       |

### December
Geen toernooien

## Statistieken toernooien

### Toernooien per ondergrond
| Ondergrond   | Aantal | Buiten/binnen | Aantal |
| ------------ | ------ | ------------- | ------ |
| Hardcourt    | 33     | Buiten        | 22     |
| Hardcourt    | 33     | Binnen        | 11     |
| Gravel       | 23     | Buiten        | 23     |
| Gravel       | 23     | Binnen        | 0      |
| Tapijt       | 5      | Binnen        | 5      |
| Gras         | 6      | Buiten        | 6      |
| Verschillend | 1      | Verschillend  | 1      |
| Totaal       | 68     |               |        |

### Best of five finales enkelspel
| Categorie                     | Aantal |
| ----------------------------- | ------ |
| Grand Slams                   | 4/4    |
| Tennis Masters Cup            | 1/1    |
| Tennis Masters Series         | 6/9    |
| ATP International Series Gold | 3/10   |
| ATP International Series      | 3/40   |
| World Team Cup                | 0/1    |
| ITF evenementen               | 1/2    |
| Totaal                        | 18/67  |